# 高嶋理紗
高嶋理紗（日语：／ Takashima Risa，1999年2月8日—），日本女子击剑运动员，2018年亚洲运动会女子佩剑团体铜牌得主、2024年夏季奥林匹克运动会女子佩剑团体铜牌得主。